# Ясиновский, Валентин Мартемьянович
Валентин Мартемьянович Ясиновский — советский хозяйственный, государственный и политический деятель, Герой Социалистического Труда.

## Биография
Родился в 1924 году в Шёлковой Горе. Член ВКП(б).
С 1947 года — на хозяйственной, общественной и политической работе. В 1947-2007 гг. — работник, помощник токаря, токарь Московского машиностроительного завода «Авангард» Министерства авиационной промышленности СССР.
Указом Президиума Верховного Совета СССР от 26 апреля 1971 года присвоено звание Героя Социалистического Труда с вручением ордена Ленина и золотой медали «Серп и Молот».
Лауреат Ленинской премии.
Избирался депутатом Верховного Совета РСФСР 8-го, 9-го и 10-го созывов от Балтийского избирательного округа города Москвы, делегат XXV съезда КПСС.
Жил в Москве. Умер 26 марта 2017 года. Похоронен на Митинском кладбище.